# Pentagonasterinae
De Pentagonasterinae zijn een onderfamilie van zeesterren uit de familie Goniasteridae.

## Geslachten
- Akelbaster Mah, 2007
- Anchitosia Mah, 2007
- Eknomiaster H.E.S. Clark, 2001
- Pawsonaster Mah, 2007
- Pentagonaster Gray, 1840
- Ryukuaster Mah, 2007
- Toraster A.M. Clark, 1952
- Tosia Gray, 1840